# بیره الجرد
بیره الجرد (به عربی: بیرة الجرد) یک روستا در سوریه است که در ناحیه وادی العیون واقع شده‌است. بیره الجرد ۱٬۶۷۰ نفر جمعیت دارد.